# 9716 Severina
9716 Severina è un asteroide della fascia principale. Scoperto nel 1975, presenta un'orbita caratterizzata da un semiasse maggiore pari a 2,4247722 UA e da un'eccentricità di 0,2060014, inclinata di 2,26805° rispetto all'eclittica.